# 沙恩·古尔德
沙恩·古尔德（英語：Shane Gould，1956年11月23日—），澳大利亚女子游泳运动员。她曾代表澳大利亚参加1972年夏季奥林匹克运动会游泳比赛，获得三枚金牌、一枚银牌和一枚铜牌。